# Hernandia wendtii
Hernandia wendtii là một loài thực vật có hoa trong họ Hernandiaceae. Loài này được Espejo miêu tả khoa học đầu tiên năm 1992.